# Az Amcsi motorok epizódjainak listája
Az Amcsi motorok amerikai ál-valóságshow epizódjai

## Évados áttekintés
| Évad | Évad | Részek száma | Részek száma | Eredeti sugárzás  | Eredeti sugárzás   | Magyar sugárzás | Magyar sugárzás |
| Évad | Évad | Részek száma | Részek száma | Évadbemutató      | Évadzáró           | Évadbemutató    | Évadzáró        |
| ---- | ---- | ------------ | ------------ | ----------------- | ------------------ | --------------- | --------------- |
|      | 1.   | 15           | 15           | 2003. március 21. | 2003. december 15. | n. a.           | n. a.           |

## Epizódok

### Bevezető évad – Amcsi motorok (2002-2003)
| Sor. | Év. | Cím                                                                          | Premier              | Gyártási szám |
| ---- | --- | ---------------------------------------------------------------------------- | -------------------- | ------------- |
| 1.   | 1.  | Amcsi motorok – 1. rész - Sugárhajtású motor (American Chopper I - Jet Bike) | 2002. szeptember 29. | 001           |
| 2.   | 2.  | Amcsi motorok – 2. rész - Cody motorja (American Chopper II - Biketober)     | 2003. január 19.     | 002           |

### Speciális évad – Amcsi motorok (2003-2004-2005-2006)
| Sor. | Év. | Cím                                                                                                 | Premier            | Gyártási szám |
| --- | --- | --------------------------------------------------------------------------------------------------- | ------------------ | ------------- |
| 1. | 1.  | Motorostalálkozó Daytonában (Daytona Bike Week)                                                     | 2003. június 2.    | 001           |
| Az ifjabbik Paulnak nem sikerül összeraknia a Firebike-ot. A kudarcot feledni lerobognak a daytonai strandra, ahol már ott a sok motoros haver.                                |     | |                    |               |
| 2. | 2.  | Mikey emlékei (Mikey Special)                                                                       | 2003. november 3.  | 002           |
| Mikey Teutul a házigazdája a sorozat legkülönösebb, legvadabb és legőrültebb pillanatait felidéző változatos és szórakoztató összeállításnak.                                  |     | |                    |               |
| 3. | 3.  | Az OCC Mikulás motor - ünnepi különkiadás 1. rész (OCC Holiday Special 1 (Santa Bike))              | 2003. december 22. | 003           |
| Apa és fia egy karácsonyi témájú motort dobnak össze: a Mikulás szánkóját mintázza a szerkezet. Ezúttal az öreg Paul annyira jókedvű, hogy fel sem veszi a srácok kötekedését. |     | |                    |               |
| 4. | 4.  | Az OCC Szánkó motor - ünnepi különkiadás 2. rész (OCC Holiday Special 2 (Sleigh Bike))              | 2004. december 20. | 004           |
| Idősebb Paul, Mikey, Rick és Campo ismét a műhelybe vonul, hogy szánhúzó karácsonyi motort építsenek, amellyel ajándékot lehet vinni a rászoruló családoknak.                  |     | |                    |               |
| 5. | 5.  | A legjobb pillanatok: az ifjabb és az idősebb (The Best of American Chopper: Sr. vs. Jr.)           | 2005. február 28.  | 005           |
| Paul és Paulie visszaemlékezik legnagyobb küzdelmeikre, a motorokra, évődéseikre és a sorozat legfantasztikusabb jeleneteire.                                                  |     | |                    |               |
| 6. | 6.  | A legjobb pillanatok: maga Michael Teutul (The Best of American Chopper: Michael Teutul as Himself) | 2005. május 2.     | 006           |
| Paul és Paulie visszaemlékezik legnagyobb küzdelmeikre, a motorokra, évődéseikre és a sorozat legfantasztikusabb jeleneteire.                                                  |     | |                    |               |
| 7. | 7.  | Az OCC története - különkiadás (History of the OCC)                                                 | 2005. november 14. | 007           |
| Ismerkedjünk meg Teutulék történetével, hogyan jutottak el oda, ahol ma tartanak. Milyen volt idősebb Paul gyermekkora, és hogyan kezdett az Orange County Ironworks cégnél.   |     | |                    |               |
| 8. | 8.  | A színfalak mögött - különkiadás (Behind the Scenes Special)                                        | 2005. november 21. | 008           |
| Nézzük meg, mi zajlik a színfalak mögött. Találkozzunk a csapattal, járjuk körbe az OCC műhelyét és üzletét, és nézzük meg, mi minden kell a sikeres sorozat készítéséhez.     |     | |                    |               |
| 9. | 9.  | Make-A-Wish motor (Make-A-Wish Bike)                                                                | 2005. december 19. | 009           |
| Miután elnyerték a beteg gyermekeket támogató Make-A-Wish alapítvány hőn áhított díját, elhatározzák, hogy készítenek egy motort a gyerekeknek.                                |     | |                    |               |
| 10. | 10. | Soha nem látott - különkiadás (Never Before Seen Special)                                           | 2006. február 11.  | 010           |
| Nézzünk meg néhány eddig sosem látott felvételt és kimaradt részt. Egy gyorsasági versenytől és egy sturgisi úttól kezdve egészen addig, amikor idősebb Paul űrruhát öltött.   |     | |                    |               |
| 11. | 11. | Amcsi motorok - különkiadás (American Chopper Special)                                              | 2006. március 13.  | 011           |

### Vakációs évad – Amcsi motorok (2005-2007)
| Sor. | Év. | Cím                                                         | Gyártási szám |
| --- | --- | ----------------------------------------------------------- | ------------- |
| 1. | 1.  | Úton - európai körút 1. rész (On The Road - Europe, Part 1) | 001           |
| Követjük az európai családi vakációra utazó csapatot. Kalandok és egy egészen más kultúra élményei várják Teutulékat, amikor életükben először átkelnek az Atlanti-óceánon. |     |                                                             |               |
| 2. | 2.  | Úton - európai körút 2. rész (On The Road - Europe, Part 2) | 002           |
| Teutulék tiszteletüket teszik az Omaha partszakaszon, és megismerkednek a híres második világháborús helyszín történetével. Találkoznak Ewan McGregorral is.                |     |                                                             |               |
| 3. | 3.  | Ausztrália - 1. rész (Australia 1)                          | 003           |
| Teutulék újabb családi nyaralásra utaznak Ausztráliába. Szörföznek, megmásszák a sydney-i Harbour Bridge hidat, és Russell Crowe meghívja őket a farmjára.                  |     |                                                             |               |
| 4. | 4.  | Ausztrália - 2. rész (Australia 2)                          | 004           |
| Teutulék kalandjai tovább folytatódnak Ausztráliában. Uluruban megismerkednek az őslakosok kultúrájával, majd rögbiznek egyet Russell Crowe-val.                            |     |                                                             |               |
| 5. | 5.  | Ausztrália - 3. rész (Australia 3)                          | 005           |
| Folytatódik Teutulék ausztráliai utazása. A harmadik és egyben utolsó részben létrehoznak egy ausztráliai témájú motorkerékpárt.                                            |     |                                                             |               |

### Első évad – Amcsi motorok (2003)
| Sor. | Év. | Cím                                                                            | Premier             | Gyártási szám |
| --- | --- | ------------------------------------------------------------------------------ | ------------------- | ------------- |
| 1. | 1.  | A fekete özvegy motor 1. rész (Black Widow 1)                                  | 2003. március 31.   | 101           |
| Paul Teutul és fia motorkerékpárokat szednek szét és raknak össze újra. Javarészt a garázsban eltöltött életük egyik terméke a "fekete özvegy" pókra utaló díszítésű járgány.    |     |                                                                                |                     |               |
| 2. | 2.  | A fekete özvegy motor 2. rész (Black Widow 2)                                  | 2003. április 7.    | 102           |
| Idősebb és ifjabb Paul egyre gyakrabban összeszólalkoznak, ahogy közeledik a robogóverseny időpontja, amire kész kell lenni a "fekete özveggyel".                                |     |                                                                                |                     |               |
| 3. | 3.  | Versenyautó két keréken 1. rész (Race Car 1)                                   | 2003. április 14.   | 103           |
| Idősebb és ifjabb Paul ezúttal arra vállalkoznak, hogy tíz nap alatt megépítenek egy 90 ezer dollár értékű versenymotort amit úgy festenek be, hogy versenyautóra emlékeztessen. |     |                                                                                |                     |               |
| 4. | 4.  | Versenyautó két keréken 2. rész (Race Car 2)                                   | 2003. április 21.   | 104           |
| A versenyautó-rajzokat viselő motor összerakása nem a terv szerint halad. A pihent agyú motorépítő papa és fia egymással veszekednek.                                            |     |                                                                                |                     |               |
| 5. | 5.  | Tűzoltó motor 1. rész (Fire Bike 1)                                            | 2003. április 28.   | 105           |
| Az Orange County Choppers motorosklub tagjai floridai kirándulásukon aligátorokkal birkóznak; aztán vissza kell utazni a szürke New York-i télbe.                                |     |                                                                                |                     |               |
| 6. | 6.  | Tűzoltó motor 2. rész (Fire Bike 2)                                            | 2003. június 2.     | 106           |
| Ifjabb és idősebb Teutul kitalálják, hogy a New York-i tűzoltók emlékének szentelt motort építenek - majd ezen az ügyön is csúnyán összevesznek.                                 |     |                                                                                |                     |               |
| 7. | 7.  | Tűzoltó motor 3. rész (Fire Bike 3)                                            | 2003. június 9.     | 107           |
| 8. | 8.  | Régi robogó 1. rész (Old School Chopper 1)                                     | 2003. június 16.    | 108           |
| Az idősebbik Teutul szárnya alá veszi Codyt, és megmutatja neki, hogyan is volt szokás régen összerakni egy saját tervezésű motorkerékpárt.                                      |     |                                                                                |                     |               |
| 9. | 9.  | Régi robogó 2. rész, Comanche motor 1. rész (Old School Chopper 2, Comanche 1) | 2003. június 30.    | 109           |
| Mikor kész a régi modelleket utánzó új motor, az ifjabb Teutul direkt radikálisan új dizájnnal hozakodik elő, aminek a mintáját a Comanche helikopterekről vette.                |     |                                                                                |                     |               |
| 10. | 10. | Comanche motor 2. rész (Comanche 2)                                            | 2003. július 7.     | 110           |
| Lassan lejár a határidő, amikorra el kellene készülni a Comanche motorral, így aztán egyre szaporodó veszekedések közepette kirándul New Orleansba a motormegszállott páros.     |     |                                                                                |                     |               |
| 11. | 11. | Comanche motor 3. rész (Comanche 3)                                            | 2003. július 14.    | 111           |
| Már majdnem kész a Comanche motor, de az utolsó pillanatban váratlan nehézség merül fel.                                                                                         |     |                                                                                |                     |               |
| 12. | 12. | Mikey motorja 1. rész (Mikey's Bike 1)                                         | 2003. augusztus 11. | 112           |
| Amint módja nyílik rá, Mikey is nekiáll, hogy saját tervezésű motort építsen...de Paulienak más elképzelései vannak.                                                             |     |                                                                                |                     |               |
| 13. | 13. | Mikey motorja 2. rész (Mikey's Bike 2)                                         | 2003. augusztus 18. | 113           |
| Szokás szerint áll a bál a motorépítő haverok körében. Mikeynak pedig le kell tennie a motorosvizsgát.                                                                           |     |                                                                                |                     |               |
| 14. | 14. | A szerszámos motor 1. rész (Tool Bike 1)                                       | 2003. december 8.   | 114           |
| A két Paul szokás szerint összevész motorépítés közben, így majdnem nem készül el határidőre a csodajárgány.                                                                     |     |                                                                                |                     |               |
| 15. | 15. | A szerszámos motor 2. (Tool Bike 2)                                            | 2003. december 15.  | 115           |
| A két motorépítő Paul szokás szerint folyton hajbakap az új járgány összerakása közben.                                                                                          |     |                                                                                |                     |               |

### Második évad – Amcsi motorok (2004)
| Sor. | Év. | Cím                                                      | Premier | Gyártási szám |
| --- | --- | -------------------------------------------------------- | ------- | ------------- |
| 16. | 1.  | Háborús emlékmotor 1. rész (POW/MIA Bike 1)              |         | 201           |
| Az idősebbik Paul külön építget egy motort "az amerikai hősök emlékének"; emiatt veszélybe kerül a közös projekt.                                                                 |     |                                                          |         |               |
| 17. | 2.  | Háborús emlékmotor 2. rész (POW/MIA Bike 2)              |         | 202           |
| Az idősebbik Paul patrióta indíttatásból készülő motorja egy időre bekerüla sufniba, különben nem lesznek kész a közös projekttel.                                                |     |                                                          |         |               |
| 18. | 3.  | Háborús emlékmotor 3. rész (POW/MIA Bike 3)              |         | 203           |
| Sürget az idő, el kell készülni a helyi csapat motorjaival. |     |                                                          |         |               |
| 19. | 4.  | New York-i sugárhajtású motor (NY Jets Bike)             |         | 204           |
| Az OCC motorépítő csapata városuk ünnepelt sportolói, a NY jets számára dobnak össze néhány kétkerekűt.                                                                           |     |                                                          |         |               |
| 20. | 5.  | Miller Electric 1. rész (Miller Electric 1)              |         | 205           |
| A fiúk a híres Miller Electric autógyárba látogatnak, ahol motorkerékpárok is készülnek.                                                                                          |     |                                                          |         |               |
| 21. | 6.  | Miller Electric 2. rész (Miller Electric 2)              |         | 206           |
| Idősebb Paul megharagszik Vinnie-re, de mikor meglátja, az milyen szépen lefestette a Miller motort, minden meg van bocsátva.                                                     |     |                                                          |         |               |
| 22. | 7.  | Jay Leno motorja 1. rész (Leno Bike 1)                   |         | 207           |
| A két Teutul Hollywood-ba megy, ahol a híres műsorvezető, Jay Leno várja, hogy modernizálják klasszikus stílusú motorkerékpárját, de hamar elunják magukat a fényes környezetben. |     |                                                          |         |               |
| 23. | 8.  | Jay Leno motorja 2. rész (Leno Bike 2)                   |         | 208           |
| Jay Leno műsorában élő adásban kell bemutatni az újrafazonírozott motort. De baj van: a fényezőtől visszaérkező alkatrészekről kiderül, hogy nem illeszkednek össze.              |     |                                                          |         |               |
| 24. | 9.  | A szabadságszobros motor 1. rész (Liberty Bike 1)        |         | 209           |
| Egy jómódú történész azt kéri a motorszabászoktól, hogy a New York-i szabadságszoborból származó rézcsvarokat építsenek a motorjába.                                              |     |                                                          |         |               |
| 25. | 10. | A szabadságszobros motor 2. rész (Liberty Bike 2)        |         | 210           |
| Készül a szabadságszobros motor; de közben az idősebbik Paul azt javasolja, ruccanjanak ki egy havas túrára.                                                                      |     |                                                          |         |               |
| 26. | 11. | A Dixie Chopper 1. rész (Dixie Chopper 1)                |         | 211           |
| A csapat megtekinti a világ legtutibb fűnyíróit gyártó üzemet; Paulie itt kiváló ötleteket gyűjt, amiket a motorépítésben akar hasznosítani.                                      |     |                                                          |         |               |
| 27. | 12. | A Dixie Chopper 2. rész (Dixie Chopper 2)                |         | 212           |
| A csapatnak bele kell hútznia, ha a daytonai versenyre el akarnak készülni a dixie motorral!                                                                                      |     |                                                          |         |               |
| 28. | 13. | Mikey/Vinnie motorja 1. rész (Mikey/Vinnie Bike 1)       |         | 213           |
| Mikey-nek és Vinnie-nek végül sikerül megépíteni saját motorjukat, és megvalósítanak számos eredeti ötletet.                                                                      |     |                                                          |         |               |
| 29. | 14. | Mikey/Vinnie motorja 2. rész (Mikey/Vinnie Bike 2)       |         | 214           |
| Mikey és Vinnie összeszólalkozik, amikor Mikey-t lassúsága miatt hazaküldik, és Vinnie-nek egyedül kell befejeznie első motorjukat.                                               |     |                                                          |         |               |
| 30. | 15. | Én, a robot motor 1. rész (I, Robot Bike 1)              |         | 215           |
| Will Smith benéz, hogy segítsen a fiúknak az "Én, a robot" premierjére készülő chopper megtervezésében. A igényesnek megálmodott motor építésével le vannak maradva.              |     |                                                          |         |               |
| 31. | 16. | Én, a robot motor 2. rész (I, Robot Bike 2)              |         | 216           |
| A filmsztár, Wil Smith rendel egy egyedi choppert az 'Én, a robot' bemutatójára. Az idősebb Paul nagyon aggódik, hogy a chopper nem készül el időre.                              |     |                                                          |         |               |
| 32. | 17. | Davis szerelemmotorja (Davis Love III Bike)              |         | 217           |
| Davis Love III golfozó megdöbben, amikor megtudja, hogy felesége Teutuléktől egy egyedi choppert rendelt a Buick Classic golfverseny idejére.                                     |     |                                                          |         |               |
| 33. | 18. | Lance Armstrong motorja 1. rész (Lance Armstrong Bike 1) |         | 218           |
| Az OCC tervezői ihletet keresnek a Nike-központban. Egy choppert szeretnének építeni a rákbetegségét legyőző és hatszoros Tour De France győztes Lance Armstrong tiszteletére.    |     |                                                          |         |               |
| 34. | 19. | Lance Armstrong motorja 2. rész (Lance Armstrong Bike 2) |         | 219           |
| Folytatódik a munka Lance Armstrong Livestrong motorján. A határidő közeledik, és a csapat minden erejét megfeszítve próbálja elérni, hogy elkészüljenek az utolsó simításokkal.  |     |                                                          |         |               |
| 35. | 20. | Police motor 1. rész (Police Bike 1)                     |         | 220           |
| A csapat nehéz helyzetbe kerül, amikor a törvény őreinek tiszteletére kell motort alkotniuk. A feladat teljesítése felér egy kemény kiképzéssel.                                  |     |                                                          |         |               |
| 36. | 21. | Police motor 2. rész (Police Bike 2)                     |         | 221           |
| A Teutul család tovább dolgozik a Police motoron. Teljes erővel dolgoznak azon, hogy a motor elkészüljön a New York-i rendőrség által kért határidőre.                            |     |                                                          |         |               |
| 37. | 22. | David Mann motor 1. rész (David Mann Bike 1)             |         | 222           |
| Teutulék motort építenek David Mann tiszteletére. Paulie késik, és véget nem érő vitába keveredik Mikey-vel. Vajon elkészül a motor a határidőre?                                 |     |                                                          |         |               |
| 38. | 23. | David Mann motor 2. rész (David Mann Bike 2)             |         | 223           |
| Az Easyrider Magazine-tól szomorú hír érkezik: elhunyt David Mann. A tiszteletére készülő motorból emlékmotor lesz.                                                               |     |                                                          |         |               |

### Harmadik évad – Amcsi motorok (2005)
| Sor. | Év. | Cím                                                         | Premier | Gyártási szám |
| --- | --- | ----------------------------------------------------------- | ------- | ------------- |
| 39. | 1.  | Carroll Shelby motor 1. rész (Carroll Shelby Bike 1)        |         | 301           |
| A csapat meglátogatja Carroll Shelbyt, hogy autóversenyzői karrierje tiszteletére motort tervezzen. Az alapötletet egy klasszikus Shelby Mustang adja.                               |     |                                                             |         |               |
| 40. | 2.  | Carroll Shelby motor 2. rész (Carroll Shelby Bike 2)        |         | 302           |
| Az OCC-nél alig néhány órával Shelby motorjának Vegasba szállítása előtt komoly problémával találják szembe magukat.                                                                 |     |                                                             |         |               |
| 41. | 3.  | Lincoln motor 1. rész (Lincoln Mark LT Bike 1)              |         | 303           |
| A fiúk belevágnak az új munkába - choppert készítenek az első Lincoln kisteherautó tiszteletére. Elutaznak Motor Citybe, és látogatást tesznek a Ford Lincoln gyárban.               |     |                                                             |         |               |
| 42. | 4.  | Lincoln motor 2. rész (Lincoln Mark LT Bike 2)              |         | 304           |
| Már a Lincoln motor befejezésénél tartanak, amikor ismét nagy problémákkal kell megbirkózniuk.                                                                                       |     |                                                             |         |               |
| 43. | 5.  | Junior álommotorja 1. rész (Junior's Dream Bike 1)          |         | 305           |
| Paulie, a két pókhálós motor - a Spider és a Fekete Özvegy - után elvállalja egy újabbnak az elkészítését, amellyel minden eddigit túl szeretne szárnyalni.                          |     |                                                             |         |               |
| 44. | 6.  | Junior álommotorja 2. rész (Junior's Dream Bike 2)          |         | 306           |
| Míg Paulie a pókhálós trilógia utolsó darabján dolgozik, Rick és Vinnie páratlan lehetőséget kap arra, hogy repüljenek egy F-16-os vadászgéppel.                                     |     |                                                             |         |               |
| 45. | 7.  | Caterpillar motor 1. rész (Caterpillar Bike 1)              |         | 307           |
| 46. | 8.  | Caterpillar motor 2. rész (Caterpillar Bike 2)              |         | 308           |
| 47. | 9.  | Gilette motor 1. rész (Gillette Bike 1)                     |         | 309           |
| Az idősebb Paul tanácsokkal látja el fiát és Vinnie-t az új Gillette motor építése során.                                                                                            |     |                                                             |         |               |
| 48. | 10. | Gilette motor 2. rész (Gillette Bike 2)                     |         | 310           |
| A fiúk elkészülnek a Gillette motorral, amelyet a bostoni Prudential Centre-ben mutatnak be. Mikey Vinnie lányára vigyáz, hogy a pár végre kettesben tölthessen el egy estét.        |     |                                                             |         |               |
| 49. | 11. | NAPA Drag motor 1. rész (NAPA Drag Bike 1)                  |         | 311           |
| Az epizódok megörökítik azt a napi küzdelmet, amelyet az apa-fiú munkacsapat vív a képtelen határidőkkel, végsőkig kiaknázva a motorkerékpár-tervezés és -gyártás lehetőségeit.      |     |                                                             |         |               |
| 50. | 12. | NAPA Drag motor 2. rész (NAPA Drag Bike 2)                  |         | 312           |
| Az epizódok megörökítik azt a napi küzdelmet, amelyet az apa-fiú munkacsapat vív a képtelen határidőkkel, végsőkig kiaknázva a motorkerékpár-tervezés és -gyártás lehetőségeit.      |     |                                                             |         |               |
| 51. | 13. | Military motor 1. rész (Military Bike 1)                    |         | 313           |
| A csapat meglátogat egy nukleáris tengeralattjárót, hogy ihletet merítsenek a munkához. A végén megmutatják a motort a Walter Reed Memorial kórházban fekvő sebesült katonáknak.     |     |                                                             |         |               |
| 52. | 14. | Military motor 2. rész (Military Bike 2)                    |         | 314           |
| Ahogy közeledik az árverés ideje, az OCC felkéri ismert barátait, például Steven Tylert az Aerosmith-től, hogy néhány tárggyal járuljanak hozzá az árverés sikeréhez.                |     |                                                             |         |               |
| 53. | 15. | NY Yankees motor 1. rész (Yankees Bike 1)                   |         | 315           |
| A Yankee stadionban Teutulék találkoznak a New York Yankees labdafogójával, Jorge Posadával, hogy tárgyaljanak egy motorról, melyet az alapítványa érdekében árverésre bocsátanának. |     |                                                             |         |               |
| 54. | 16. | NY Yankees motor 2. rész (Yankees Bike 2)                   |         | 316           |
| A fiúk Nagyival együtt ellátogatnak a New York Yankees baseballmeccsére, hogy ihletet merítsenek a Yankee témájú motorhoz.                                                           |     |                                                             |         |               |
| 55. | 17. | Az űrrepülőgép motor 1. rész (Space Shuttle Tribute Bike 1) |         | 317           |
| Amikor elvállalják, hogy az űrrepülőgép-program tiszteletére készítenek egy NASA témájú motort, elindulnak a houstoni Johnson Űrközpontba, hogy ihletet merítsenek a munkához.       |     |                                                             |         |               |
| 56. | 18. | Az űrrepülőgép motor 2. rész (Space Shuttle Tribute Bike 2) |         | 318           |
| A fiúk a houstoni Johnson Űrközpontba tartanak, hogy bemutassák a NASA munkatársainak és a Discovery űrrepülőgéppel visszatért űrhajósoknak a motort.                                |     |                                                             |         |               |
| 57. | 19. | Rick motorja 1. rész (Rick's Dream Bike 1)                  |         | 319           |
| Az idősebb Paul meg akarja lepni Ricket, és elmondja neki, hogy a következő motort neki készítik. Mikey megérkezik, hogy segítsen Ricknek, és ösztönző erővel hat rá.                |     |                                                             |         |               |
| 58. | 20. | Rick motorja 2. rész (Rick's Dream Bike 2)                  |         | 320           |
| Tovább dolgoznak Rick motorján, majd belehúznak, hogy együttes erővel befejezzék a Ricknek szánt hagyományos stílusú motort.                                                         |     |                                                             |         |               |

### Negyedik évad – Amcsi motorok (2006-2007)
| Sor. | Év. | Cím                                                                    | Premier | Gyártási szám |
| --- | --- | ---------------------------------------------------------------------- | ------- | ------------- |
| 59. | 1.  | Fantasy motor - 1. rész - Jeff Clegg motorja (FANtasy Bike 1)          |         | 401           |
| Egy szerencsés rajongó álma valóra válik, amikor az OCC csapat Phoenixbe indul, hogy meglepjék, és ihletet merítsenek az új chopperhez.                                                   |     |                                                                        |         |               |
| 60. | 2.  | Fantasy motor - 2. rész - Susan Morisset motorja (FANtasy Bike 2)      |         | 402           |
| A második nyertes személyére akkor derül fény, amikor a fiúk Texasba indulnak, hogy megtudják tőle, milyen choppert szeretne magának.                                                     |     |                                                                        |         |               |
| 61. | 3.  | Fantasy motor - 3. rész - Joseph McClendo motorja (FANtasy Bike 3)     |         | 403           |
| A harmadik nyertes személyére is fény derül. Édesanyja orvosi kezelésének kifizetése érdekében eladta a motorját, de a szerencsének köszönhetően most ismét lesz motorja.                 |     |                                                                        |         |               |
| 62. | 4.  | Fantasy motor - 4. rész - Bryan King motorja (FANtasy Bike 4)          |         | 404           |
| Útban Kalifornia felé megismerhetjük a negyedik FANtasy motor nyertesét is. Miután a rajongójuk lába egy autóbalesetben megbénul, elhatározzák, hogy készítenek egy háromkerekűt.         |     |                                                                        |         |               |
| 63. | 5.  | Idősebb Paul klasszikus projektje 1. rész (Senior's Vintage Project 1) |         | 405           |
| Idősebb Paul európai útján arra az elhatározásra jut, hogy klasszikus motorokat fog gyűjteni. A fiúk közben nehézségekbe ütköznek egy klasszikus motor helyreállításánál.                 |     |                                                                        |         |               |
| 64. | 6.  | Idősebb Paul klasszikus projektje 2. rész (Senior's Vintage Project 2) |         | 406           |
| Idősebb Paul klasszikus chopperének a képe megjelent a Barnett's Magazine-ban. Chris Matthews befejezi egy régi klasszikus helyreállítását.                                               |     |                                                                        |         |               |
| 65. | 7.  | Billy Joel motorja (Billy Joel Bike)                                   |         | 407           |
| Az OCC csapatát meglátogatja a híres zongorista, Billy Joel, és megrendel egy klasszikus indián bobber motort.                                                                            |     |                                                                        |         |               |
| 66. | 8.  | Wendy motorja 1. rész (Wendy's Bike 1)                                 |         | 408           |
| A csapat egy olyan motoron dolgozik, amelyhez foghatót eddig még sohasem készítettek. A motort az örökbefogadást támogató Dave Thomas Alapítvány javára fogják árverésre bocsátani.       |     |                                                                        |         |               |
| 67. | 9.  | Wendy motorja 2. rész (Wendy's Bike 2)                                 |         | 409           |
| A fiúk a Hunter Mountain lejtőire indulnak, hogy egy kicsit szórakozzanak, közben az árverésre szánt motorra még némi festés és porbevonat-készítés vár.                                  |     |                                                                        |         |               |
| 68. | 10. | A Sunoco motor 1. rész (Sunoco Bike 1)                                 |         | 410           |
| Az OCC összefogott a Sunoco és a NASCAR autóversenyzőjével, Kyle Pettyvel, hogy elkészítsenek egy motort, amivel egy beteg gyerekkekkel foglalkozó tábort támogatnak majd.                |     |                                                                        |         |               |
| 69. | 11. | A Sunoco motor 2. rész (Sunoco Bike 2)                                 |         | 411           |
| Az OCC összefogott a Sunoco és a NASCAR autóversenyzőjével, Kyle Pettyvel, hogy elkészítsenek egy motort, amivel egy beteg gyerekkekkel foglalkozó tábort támogatnak majd.                |     |                                                                        |         |               |
| 70. | 12. | Bill Murray motorja 1. rész (Bill Murray Bike 1)                       |         | 412           |
| Bill Murray arra kéri az OCC csapatát, hogy a "Golfőrültek" témájára építsenek egy choppert. A motort jótékonysági céllal árverésre bocsátják egy golfversenyen.                          |     |                                                                        |         |               |
| 71. | 13. | Bill Murray motorja 2. rész (Bill Murray Bike 2)                       |         | 413           |
| Bill Murray komikus befejezi 'Golfőrültek'témájú motorját. Az eseményt mi mással, mint egy golfjátékkal ünnepli meg, mielőtt a motort jótékonysági céllal árverésre bocsátanák.           |     |                                                                        |         |               |
| 72. | 14. | OCC bemutató (OCC Road Show)                                           |         | 414           |
| Az OCC csapata arra készül, hogy közönség előtt, élőben készítsen el egy egyedi choppert. Mivel a próbák nem igazán sikerülnek, aggódnak, hogy nem tudnak megfelelni a feladatnak.        |     |                                                                        |         |               |
| 73. | 15. | AZ OCC szériamotorja (OCC Production Bike)                             |         | 415           |
| Az OCC csapata elhatározza, hogy készítenek egy sorozatgyártásra alkalmas motorkerékpárt. A formatervezés megoldása azonban némi konfliktushoz vezet idősebb Paul és Mikey között.        |     |                                                                        |         |               |
| 74. | 16. | A Lugz motor 1. rész (LUGZ Bike 1)                                     |         | 416           |
| Teutulék befűzik munkabakancsukat, és átlépnek a következő projektre: belevágnak a Lugz cipőgyár bakancs témájú motorkerékpárjának elkészítésébe.                                         |     |                                                                        |         |               |
| 75. | 17. | A Lugz motor 2. rész (LUGZ Bike 2)                                     |         | 417           |
| Idősebb Paul gyorsabb munkára ösztökéli a csapatot, hogy betarthassák a határidőt, és a Lugz motort bemutathassák a Las Vegas-i Magic Clothing Convention Show vendégei előtt.            |     |                                                                        |         |               |
| 76. | 18. | Az Eragon motor 1. rész (Eragon Bike 1)                                |         | 418           |
| A csapat legújabb projektje egy sárkánylovagló motor elkészítése, amelyet az "Eragon" című film ihletett. A film szereplőivel való találkozás után hozzálátnak a tervezéshez.             |     |                                                                        |         |               |
| 77. | 19. | Az Eragon motor 2. rész (Eragon Bike 2)                                |         | 419           |
| Teutulék újabb humoros motorkerékpár-építő vállalkozása: egyedi chopper készül a legújabb John Malkovich film, az 'Eragon' szereplőinek tiszteletére.                                     |     |                                                                        |         |               |
| 78. | 20. | Senior és Junior 1. rész (Senior vs. Junior 1)                         |         | 420           |
| Élvezzük az apa-fiú csapat civódásait, vad bolondozásaikat és érzelmes kibéküléseiket, miközben Teutulék a különféle anyagokból lélegzetelállító egyedi choppereket varázsolnak.          |     |                                                                        |         |               |
| 79. | 21. | Senior és Junior 2. rész (Senior vs. Junior 2)                         |         | 421           |
| (Az előző rész folytatódik) |     |                                                                        |         |               |
| 80. | 22. | Go Daddy 1. rész (Go Daddy 1)                                          |         | 422           |
| Élvezzük az apa-fiú csapat civódásait, vad bolondozásaikat és érzelmes kibéküléseiket, miközben Teutulék a különféle anyagokból lélegzetelállító egyedi choppereket varázsolnak           |     |                                                                        |         |               |
| 81. | 23. | Go Daddy 2. rész (Go Daddy 2)                                          |         | 423           |
| (Az előző rész folytatódik) |     |                                                                        |         |               |
| 82. | 24. | Flowjet motor 1. rész (Flowjet Bike 1)                                 |         | 424           |
| Élvezzük az apa-fiú csapat civódásait, vad bolondozásaikat és érzelmes kibéküléseiket, miközben Teutulék a különféle anyagokból lélegzetelállító egyedi choppereket varázsolnak.          |     |                                                                        |         |               |
| 83. | 25. | Flowjet motor 2. rész (Flowjet Bike 2)                                 |         | 425           |
| Élvezzük az apa-fiú csapat civódásait, vad bolondozásaikat és érzelmes kibéküléseiket, miközben Teutulék a különféle anyagokból lélegzetelállító egyedi choppereket varázsolnak.          |     |                                                                        |         |               |
| 84. | 26. | HP motor 1. rész (HP Bike 1)                                           |         | 426           |
| American Chopper: HP Az Orange County Choppers csapata tovább dolgozik a HP cégnek készítendő számítógéppel tervezett egyedi motoron, miközben a katasztrófa fenyegetően közelít feléjük. |     |                                                                        |         |               |
| 85. | 27. | HP motor 1. rész (HP Bike 2)                                           |         | 427           |
| Az Orange County Choppers csapata tovább dolgozik a HP cégnek készítendő számítógéppel tervezett egyedi motoron, miközben a katasztrófa fenyegetően közelít feléjük.                      |     |                                                                        |         |               |
| 86. | 28. | Peavey motor 1. rész (Peavey Bike 1)                                   |         | 428           |
| Nagy a feszültség az Orange County Choppers cégnél: teljes erőbedobással dolgoznak a Peavey Electronics gitár témájú chopperén, mikor idősebb Paul Teutul újabb megbízással érkezik!      |     |                                                                        |         |               |
| 87. | 29. | Peavey motor 2. rész (Peavey Bike 2)                                   |         | 429           |
| Az OCC keményen folytatja a munkát a Peavey Electronics egyedi chopperén, majd a fiúk Anaheimbe indulnak, hogy bemutassák a kész művet.                                                   |     |                                                                        |         |               |
| 88. | 30. | Intel 1. rész (Intel 1)                                                |         | 430           |
| 89. | 31. | Intel 2. rész (Intel 2)                                                |         | 431           |
| 90. | 32. | Byron Nelson 1. rész (Byron Nelson 1)                                  |         | 432           |
| Az Orange County Choppers csapatát megbízzák azzal, hogy készítsen három motort a legendás golfozó és humanitáriánus Byron Nelson tiszteletére.                                           |     |                                                                        |         |               |
| 91. | 33. | Byron Nelson 2. rész (Byron Nelson 2)                                  |         | 433           |
| eutulék folytatják a munkát a három egyedi motorkerékpáron, amelyet a híres golfozó, Byron Nelson pályájának és jótékonysági tevékenységének a tiszteletére készítenek.                   |     |                                                                        |         |               |
| 92. | 34. | Silver State chopperek 1. rész (Silver State Choppers' 1)              |         | 434           |
| Az OCC csapata megállapodást köt a Silver State Helicopters céggel: terveznek nekik egy egyedi motorkerékpárt, cserében pedig kölcsön kapnak egy egyedi kialakítású helikoptert!          |     |                                                                        |         |               |
| 93. | 35. | Silver State chopperek 2. rész (Silver State Choppers' 2)              |         | 435           |
| Az OCC csapata folytatja a munkát a Silver State cégnek készítendő egyedi motoron - cserében azért, hogy kölcsön kapnak egy 2,2 millió dollár értékű helikoptert!                         |     |                                                                        |         |               |
| 94. | 36. | Iowa Bureau Farm motor 1. rész (Iowa Farm Bureau Bike 1)               |         | 436           |
| Az OCC csapata a világ első bioüzemanyaggal üzemelő chopperét készíti az Iowa Farm Bureau számára. A NASCAR bajnoka, Tony Stewart ellenőrzi, hol tartanak a motorjával.                   |     |                                                                        |         |               |
| 95. | 37. | Iowa Bureau Farm motor 2. rész (Iowa Farm Bureau Bike 2)               |         | 437           |
| Az OCC folytatja a munkát a világ első bioüzemanyaggal üzemelő chopperén, amikor egy régi csapattag nagy szomorúságukra távozik az OCC-től.                                               |     |                                                                        |         |               |

### Ötödik évad – Amcsi motorok (2008)
| Sor. | Év. | Cím                                                                     | Premier | Gyártási szám |
| --- | --- | ----------------------------------------------------------------------- | ------- | ------------- |
| 96. | 1.  | A Nemzetőrség 1. rész (Army National Guard 1)                           |         | 501           |
| Pattognak a szikrák, tombolnak az indulatok, ahogy Teutulék továbbra is elképesztő határidőkkel igyekeznek létrehozni mindenkit csodálatba ejtő, kétkerekű gépcsodáikat. |     |                                                                         |         |               |
| 97. | 2.  | A Nemzetőrség 2. rész (Army National Guard 2)                           |         | 502           |
| (Az előző rész folytatódik) |     |                                                                         |         |               |
| 98. | 3.  | Michigan motor, A nevem Earl 1. rész (Michigan Bike, My Name is Earl 1) |         | 503           |
| Pattognak a szikrák, tombolnak az indulatok, ahogy Teutulék továbbra is elképesztő határidőkig igyekeznek létrehozni mindenkit csodálatba ejtő, kétkerekű gépcsodáikat. |     |                                                                         |         |               |
| 99. | 4.  | A nevem Earl 2. rész (My Name is Earl 2)                                |         | 505           |
| Mikey egy futballmeccsen bemutatja a Michigani Egyetemnek készült motorbiciklit, majd irány Hollywood az "My Name is Earl" című sorozat stábjával! |     |                                                                         |         |               |
| 100. | 5.  | Gander Mountain 1. rész (Gander Mountain 1)                             |         | 505           |
| Az OCC következő projektje egy egyedi verda elkészítése a Gander Mountain cég számára. A vállalat arra ihleti a motorépítőket, hogy ők is próbára tegyék magukat a természetben. |     |                                                                         |         |               |
| 101. | 6.  | Gander Mountain 2. rész (Gander Mountain 2)                             |         | 506           |
| Az OCC tovább dolgozik a Gander Mountain hibridjén. Eközben Teutulék Brazíliába utaznak, ahol az elnöki palotába is meghívják őket. |     |                                                                         |         |               |
| 102. | 7.  | Craftsman, Die Hard 1. rész (Craftsman, Die Hard 1)                     |         | 507           |
| Az OCC újabb párossal rukkol elő: az apa a Craftman Toolst, a fiú a Die Hard Batteries verdáját készíti el. Közben a fiúk Dél-Afrikába is elutaznak. |     |                                                                         |         |               |
| 103. | 8.  | Craftsman, Die Hard 2. rész (Craftsman, Die Hard 2)                     |         | 508           |
| Fokozódik a verseny és a rivalizálás. Az apa a Craftman Tools motorját építi, a fiú a Die Hard Batteries verdáján dolgozik. |     |                                                                         |         |               |
| 104. | 9.  | Klipsch motor (Klipsch Bike)                                            |         | 509           |
| Az OCC egyedi motort épít a Klipsch Auto Technologies számára, de nincs elég munkaerő, ezért új tagokat kell toborozni. |     |                                                                         |         |               |
| 105. | 10. | Viega Corporation motor A próbatétel (Viega Corporation Bike)           |         | 510           |
| Viega Corporation motor: Az OCC elvállal egy megrendelést a Viega Corporationtól, de még nincs hozzá elég munkása. Ráadásul a kliens elvárásai próbára teszik JQ-t. A próbatétel: Az OCC elvállal egy megrendelést a Viega Corporationtól, de még nincs hozzá elég munkása. Ráadásul a kliens elvárásai próbára teszik JQ-t. |     |                                                                         |         |               |
| 106. | 11. | BSN motor (BSN Bike)                                                    |         | 511           |
| Míg Senior és Junior a hiányzó szerszámok miatt veszekednek, az OCC a BSN tápanyaggyártó cég motorján dolgozik - és még a cég modelljei is besegítenek a munkába. |     |                                                                         |         |               |
| 107. | 12. | Manitowoc Crane Company motor (Manitowoc Crane Company Bike)            |         | 512           |
| A csapat ipari témájú motort épít a Manitowoc Darugyárnak, miközben Mikey előadást tart egy iskola diákjainak. |     |                                                                         |         |               |
| 108. | 13. | Sorozatgyártás (Production Bike Showcase)                               |         | 513           |
| Az OCC díjat nyer, de nincs motorja, amit kiállíthatnának a díjátadó ünnepségen. Sebaj, gyorsan építenek egyet! |     |                                                                         |         |               |
| 109. | 14. | Dryvit motor (Dryvit Bike)                                              |         | 514           |
| Az új központban az első munka egy pingvin témájú chopper, melyet a Dryvit Systemsnek, egy külső szigeteléssel foglalkozó vállalatnak készítenek. |     |                                                                         |         |               |
| 110. | 15. | NY Giants motor (NY Giants Bike)                                        |         | 515           |
| Az ifjabb Paul motort építhet a New York Giants kupagyőzelme tiszteletére. Közben az OCC az új központ megnyitására készül. |     |                                                                         |         |               |
| 111. | 16. | Darien Lake motor (Darien Lake Bike)                                    |         | 516           |
| A Darien Lake Theme Park az Orange County MotoCoaster megnyitására készül. A csapat ezért olyan motort épít, melyet az új hullámvasút ihletett. |     |                                                                         |         |               |
| 112. | 17. | Sikorsky motor (Sikorsky Bike)                                          |         | 517           |
| JQ és Jason Pohl a Sikorsky Aircraft Corp előtt tiszteleg új alkotásával, ám hamar problémákba ütközik. |     |                                                                         |         |               |
| 113. | 18. | Mercedes - Amg motor (Mercedes AMG)                                     |         | 518           |
| Legyen Ön is tanúja idősebb Paul Teutul és fia, valamint az Orange County Choppers tirádáinak, amint azok egyre újabb és újabb, egyedi motorokat építenek. |     |                                                                         |         |               |
| 114. | 19. | Strike Ten Entertainment motor (Strike Ten Entertainment)               |         | 519           |
| Az OCC egy bowling témájú motort készít a Strike Ten Entertainment megbízásából. A fiúk stílszerűen tekejátékkal élik bele magukat a feladatba, majd kirándulnak egyet. |     |                                                                         |         |               |
| 115. | 20. | McCuff motor (McCuff Industries)                                        |         | 520           |
| Idősebb és ifjabb Paul Teutul és az Orange County Choppers műhely szerelőinek tirádái és győzelmei, miközben újabb és újabb egyedi motorkerékpárokat gyártanak. |     |                                                                         |         |               |
| 116. | 21. | RJR Memorial autókiállítás (RJR Memorial Car Show)                      |         | 521           |
| Idősebb és ifjabb Paul Teutul és az Orange County Choppers műhely szerelőinek tirádái és győzelmei, miközben újabb és újabb egyedi motorkerékpárokat gyártanak. |     |                                                                         |         |               |
| 117. | 22. | Web Bike - különkiadás (Web Bike: Special Edition)                      |         | 522           |
| Idősebb és ifjabb Paul Teutul és az Orange County Choppers műhely szerelőinek tirádái és győzelmei, miközben újabb és újabb egyedi motorkerékpárokat gyártanak. |     |                                                                         |         |               |
| 118. | 23. | Steve Wyrick és Icee motorja (Steve Wyrick & Icee Bikes)                |         | 523           |
| Kövessük nyomon két hangulatember, az idősebb és ifjabb Paul Teutul életét, ahogy meghökkentő motorkerékpárok sorát gyártják Orange County műhelyükben. |     |                                                                         |         |               |
| 119. | 24. | Aaron motorja (Aaron Bike)                                              |         | 524           |
| 120. | 25. | A Dodge Ram motor (Dodge Ram Bike)                                      |         | 525           |
| 121. | 26. | Schussler motor (Schussler Bike)                                        |         | 526           |

### Hatodik évad – Amcsi motorok (2009-2010)
| Sor. | Év. | Cím | Premier | Gyártási szám |
| --- | --- | --- | ------- | ------------- |
| 121. | 1.  | B-2 bombázó motor, NHL motor (B2 and NHL)                                                                      |         | 601           |
| Az OCC csapatának két új projekttel kell megbirkóznia: egy B-2 bombázó motorral a Northrop Grumman és egy másik motorral az NHL számára.                                             |     | |         |               |
| 122. | 2.  | Woodstock/Ringling, Barnum and Bailey Circus motorok (Woodstock 40th for Bethel Woods and Ringling Bros. Bike) |         | 602           |
| Apa és fia, az idősebb és ifjabb Paul ismét összekülönbözik egymással. A többiek egy motort készítenek a woodstocki fesztivál emlékére.                                              |     | |         |               |
| 123. | 3.  | DECA motor és Colmet motor (DECA and Col-Met)                                                                  |         | 603           |
| Az OCC csapata megpróbál hozzászokni ahhoz, hogy az ifjabb Paul nélkül kell dolgozniuk, az idősebb Paul pedig motorokat készít a DECA és a Colmet számára.                           |     | |         |               |
| 124. | 4.  | Unique Machine motor (Unique Machine)                                                                          |         | 604           |
| Egy motor miatt tett alaszkai útja alatt idősebb Paul találkozik Sarah Palin kormányzóval. Következő úti célja Finnország.                                                           |     | |         |               |
| 125. | 5.  | 10 éves az OCC motor (OCC 10th Anniversary Bike)                                                               |         | 605           |
| Az OCC műhely 10. születésnapjára idősebb Paul egy különleges motort tervez, majd reklámozni kezdi új könyvét a tévében. Ifjabb Paul segít a barátnőjének egy butik megnyitásában.   |     | |         |               |
| 126. | 6.  | Teutul Triumph motor (Teutul Triumph Bike)                                                                     |         | 606           |
| Ifjabb Paul már nem dolgozik az OCC-nél, de idősebb Paul békülésként felajánlja neki, hogy dolgozzon együtt Mikey-val egy Triumph motoron.                                           |     | |         |               |
| 127. | 7.  | Mountain Creek motor (Mountain Creek Bike)                                                                     |         | 607           |
| Idősebb Paul nincs a műhelyben, mert a legújabb könyvét reklámozza. A Mt. Creek motor gyártásának támogatására ifjabb Pault kéri fel tanácsadónak.                                   |     | |         |               |
| 128. | 8.  | Howe Caverns motor (Howe Caverns)                                                                              |         | 608           |
| Az OCC csapata barlangokat néz Howe Caverns-ben. Ifjabb Paul tovább dolgozik tanácsadóként az OCC-nél, és saját projektjeit a műhelyen kívül intézi.                                 |     | |         |               |
| 129. | 9.  | Pilot Pen motor és Ducati motor (Pilot Pen Bike/Ducati Bike)                                                   |         | 609           |
| A további üzleti növekedés érdekében az OCC partneri kapcsolatot alakít ki a Ducati óriáscéggel. A műhelyben saját ízlésüknek megfelelően alakítják át az egyik olasz motort.        |     | |         |               |
| 130. | 10. | Jon, Kate és 8 gyerek (Jon & Kate Plus 8 Bike)                                                                 |         | 610           |
| A "Jon, Kate és 8 gyerek" című sorozatból ismert Jon Gosselin rendel egy motort az OCC-nél. Igényeinek megismerése érdekében a csapat leruccan a Gosselin farmra.                    |     | |         |               |
| 131. | 11. | Abu Dhabi rendőrségi motor (Abu Dhabi Police Bike)                                                             |         | 611           |
| Ebben az epizódban a csapat egy fontos külföldi ügyfelet szerez - egy motort kell gyártaniuk az abu dhabi rendőrségnek.                                                              |     | |         |               |
| 132. | 12. | Chesapeake Energy motor (Chesapeake Energy Bike)                                                               |         | 612           |
| Az OCC megpróbál egy földgáz-meghajtású choppert gyártani. Amikor ifjabb Paul megalapítja új cégét, Mikey eltöpreng a jövőjén.                                                       |     | |         |               |
| 133. | 13. | Saginaw Chippewa indián törzs témájú motor (Saginaw Chippewa Indian Tribal Theme Bike)                         |         | 613           |
| Az OCC-nél ifjabb Paul és Mikey távozása után végleg megváltozott az élet, de a munka megy tovább. Most a Saginaw Chippewa indián törzsnek gyártanak motort.                         |     | |         |               |
| 134. | 14. | OCC Band motor (OCC Band Bike)                                                                                 |         | 614           |
| Bár továbbra is feszültség van idősebb Paul és fiai között, félreteszik ellentéteiket, amikor meghívást kapnak Larry King műsorában.                                                 |     | |         |               |
| 135. | 15. | Siemens elektromos motor (Siemens Electric Bike)                                                               |         | 615           |
| Nagy a felfordulás a műhelyben, és nem tudni, hogy alakulnak majd a Teutul család tagjainak élete, így, hogy mindenki külön utakon jár.                                              |     | |         |               |
| 136. | 16. | Orange Rescue motor (Orange Rescue Bike)                                                                       |         | 616           |
| Az OCC choppert készít egy mentős cégnek, de a hordágy szállítására is alkalmas oldalkocsi kialakítása gondot okoz.                                                                  |     | |         |               |
| 137. | 17. | Mark Buehrle motor (Mark Buehrle Bike)                                                                         |         | 617           |
| A csapat motorkerékpárt készít a Chicago White Sox baseballcsapat egyik játékosának, ifjabb Paul pedig keményen dolgozik új cége felfuttatásán.                                      |     | |         |               |
| 138. | 18. | Iraq Star Foundation motor (Iraq Star Foundation Bike)                                                         |         | 618           |
| A csapat az iraki Star alapítványnak készít motort. Az ügyet többet között Kristy Swanson, Gary Sinise és Jon Voight hollywoodi sztárok támogatják.                                  |     | |         |               |
| 139. | 19. | OCC Trike motor (OCC Trike Bike)                                                                               |         | 619           |
| Nyomon követhetjük azt a napi küzdelmet, amelyet az apa-fiú munkacsapat vív a képtelen határidőkkel, végsőkig kiaknázva a motorkerékpár-tervezés és -gyártás lehetőségeit.           |     | |         |               |
| 140. | 20. | Jeanette Lee motor (The Jeanette Lee "Black Widow" Bike)                                                       |         | 620           |
| Nyomon követhetjük azt a napi küzdelmet, amelyet az apa-fiú munkacsapat vív a képtelen határidőkkel, végsőkig kiaknázva a motorkerékpár-tervezés és -gyártás lehetőségeit.           |     | |         |               |
| 141. | 21. | Christopher and Dana Reeve Foundation motor (Christopher & Dana Reeve Foundation)                              |         | 621           |
| A Christopher and Dana Reeve alapítvány megbízza az OCC csapatát egy "tolószékchopper" elkészítésével. Ifjabb Paul ellátogat a műhelybe - a családi feszültség változatlan.          |     | |         |               |
| 142. | 22. | Schneider Electric motor (Schneider Electric)                                                                  |         | 622           |
| Az OCC csapata az eddigi egyik legbonyolultabb munkán dolgozik - egy hibrid choppert készítenek a Schneider Electric számára. A családi viszály tovább dúl.                          |     | |         |               |
| 143. | 23. | Gladiator Garageworks motor (Gladiator Garage Works)                                                           |         | 623           |
| A csapat a Gladiator Garageworks számára készít motort, Mikey közönség előtt komédiázik, ifjabb Paul szerepel Adam Carolla podcastjában, idősebb Paul pedig az érzéseivel küszködik. |     | |         |               |
| 144. | 24. | Monster dízelmotor (Monster Diesel Bike)                                                                       |         | 624           |
| A csapat az első dízelchopperen dolgozik, ifjabb Paul megjelenik az általa tervezett kutyapark megnyitóján, Mikey pedig telt ház előtt lép fel.                                      |     | |         |               |
| 145. | 25. | Stewart-Haas Racing motor (Stewart-Haas Racing Bike)                                                           |         | 625           |
| Az OCC a Stewart-Haas autóversenyző-csapatnak készít choppert, ifjabb Paul pedig egy kutyajátékot kínál eladásra egy Los Angeles-i vállalatnak.                                      |     | |         |               |
| 146. | 26. | A Kobalt motor (The Kobalt Bike)                                                                               |         | 626           |
| Az OCC csapata egyedi choppert készít a Kobaltnak. Ifjabb Paul összehívja a családot, és fontos bejelentést tesz.                                                                    |     | |         |               |

### Hetedik évad – Amcsi motorok – Családban marad (Első évad) (2010-2011)
| Sor. | Év. | Cím | Premier | Gyártási szám |
| --- | --- | --- | ------- | ------------- |
| 1. | 1.  | Domani Studios motor (Domani Studios Bike)                                                                                        |         | 701           |
| Ifjabb Paul egy rádióműsorban bejelenti, hogy megnyitja saját motorgyártó műhelyét, felveszi az OCC egyik korábbi szerelőjét, és apja versenytársa lesz.                          |     | |         |               |
| 2. | 2.  | Window World motor (Window World Bike)                                                                                            |         | 702           |
| fjabb Paul a csapatával az új műhely befejezésén dolgozik. Idősebb Paul kétli, hogy fia az OCC versenytársa lehet. Felháborodik, hogy fia célpiacként kezeli az OCC eladóit.      |     | |         |               |
| 3. | 3.  | ESAB motor (ESAB Bike) |         | 703           |
| Idősebb Paul beperli a fiát az OCC-ben meglevő 20%-os részesedéséért. Az OCC csapata Amerika egyik legrégebbi hegesztőkészülék-gyártójának, az ESAB-nak készít egy choppert.      |     | |         |               |
| 4. | 4.  | Meteoritemberek motor (Meteorite Men Bike)                                                                                        |         | 704           |
| Az OCC megrendelést kap, hogy építsen egy motort a Science Channel "meteoritembereinek". Az ifjabb Paul műhelyében történt baleset miatt az apa félreteszi sérelmeit.             |     | |         |               |
| 5. | 5.  | PJD motor 1. rész (Paul Jr. Designs Bike Part 1 (PJD Bike))                                                                       |         | 705           |
| Az OCC rámpát épít, hogy egy ifjabb Paulnak öltöztetett bábut átugrassanak egy patak felett. Ifjabb Paul és csapata közben hozzákezd első chopperük megépítéséhez.                |     | |         |               |
| 6. | 6.  | PJD motor 2. rész, Geico motor 1. rész, FBI motor (PJD Bike Part 2, Geico Bike Part 1, FBI Bike)                                  |         | 706           |
| Idősebb Paul és az OCC csapata motort készít az FBI-nak. Ifjabb Paul műhelyében közben a dél-dakotai Sturgis rallyra készítik a Geico motorkerékpárt.                             |     | |         |               |
| 7. | 7.  | Lawlwss Drag motor 1. rész, PJD motor 3. rész, Geico motor 2. rész (Lawless Drag Bike Part 1, PJD Bike Part 3, Geico Bike Part 2) |         | 707           |
| Nagy a nyomás az OCC-n és ifjabb Paul műhelyén is, mert a sietniük kell, hogy időben elkészüljenek a motorok a híres Sturgis rallyra.                                             |     | |         |               |
| 8. | 8.  | Lawless Drag motor 2. rész, PJD motor 4. rész, Geico motor 3. rész (Lawless Drag Bike Part 2, PJD Bike Part 4, Geico Bike Part 3) |         | 708           |
| Az OCC és a PJD először jelenik meg saját motorjaival Sturgisban. Ifjabb Paul kíváncsi, számíthat-e apja támogatására, akinek azonban más tervei vannak.                          |     | |         |               |
| 9. | 9.  | Fallen Heroes motor, Bling star motor 1. rész (Fallen Heroes Bike, Blingstar Bike Part 1)                                         |         | 709           |
| A sturgisi bemutató után a PJD-t elárasztják a rajongói levelek. Idősebb Pault meghívják fia esküvőjére, de nem hiszi, hogy ott a helye.                                          |     | |         |               |
| 10. | 10. | Chicago Black hawks motor 1. rész, Bling star motor 2. rész (Chicago Blackhawks Bike Part 1, Blingstar Bike Part 2)               |         | 710           |
| A Stanley-kupa megnyerése után a Chicago Blackhawks csapat megbízást ad az OCC-nek. Egy félreértés miatt azonban újra kell kezdeniük a motor építését.                            |     | |         |               |
| 11. | 11. | Chicago Black haws motor 2. rész, Carolina Carports motor 1. rész (Chicago Blackhawks Bike Part 2, Carolina Carports Bike Part 1) |         | 711           |
| Az OCC csapata folytatja a Blackhawks motor építését, ifjabb Paul találkozik Carolina Carportsszal, aki egy motort rendel tőle a cégének, idősebb Paul pedig terapeutához fordul. |     | |         |               |
| 12. | 12. | Hair Club For men motor 1. rész, Carolina Carports motor 2. rész (Hair Club For Men Bike Part 1, Carolina Carports Bike Part 2)   |         | 712           |
| Paul cége folytatja Carolina Carports motorjának építését, az OCC egy új ügyfélnek kezd dolgozni, idősebb Paul pedig terapeutához jár, de a fiai nincsenek lenyűgözve ettől.      |     | |         |               |
| 13. | 13. | Meghívás elfogadva (Invitation Accepted)                                                                                          |         | 713           |
| Idősebb és ifjabb Pault is meghívják Jason esküvőjére; ifjabb Paul megbízást kap egy régi OCC ügyféltől, az OCC pedig bemutatja a Hair Club motort Washingtonban.                 |     | |         |               |
| 14. | 14. | Lee visszatér (Lee Returns) |         | 714           |
| Lee visszatér, idősebb Paul megbeszéli a kapcsolatát a fiaival. Az OCC bemutatja a Headrush motort New Yorkban és egy "titkos" motort Floridában.                                 |     | |         |               |
| 15. | 15. | Rémhírek (Foreclosure) |         | 715           |
| Felröppen néhány pletyka az OCC bezárásáról. Paul új ügyfele a Universal Property Insurance. Heves vita robban ki Pauléknál, amely miatt egy alkalmazott elveszítheti az állását. |     | |         |               |
| 16. | 16. | Ki vagy rúgva! (Fired) |         | 716           |
| Paul cégénél Odie miatt nagy a feszültség. A PJD két Universal Property Insurance motort is bemutat.                                                                              |     | |         |               |

### Nyolcadik évad – Amcsi motorok – Családban marad (Második évad) (2011)
| Sor. | Év. | Cím                                                                    | Premier | Gyártási szám |
| --- | --- | ---------------------------------------------------------------------- | ------- | ------------- |
| 19. | 1.  | Mikey megnyitója (Mikey's Art Opening)                                 |         | 801           |
| Mikey részt vesz művészeti galériája megnyitóján. Az OCC egyedi motort készít a Supernatural Cymbals számára, ifjabb Pault pedig bepereli az apja. |     |                                                                        |         |               |
| 20. | 2.  | Nagyágyúk (Big Guns)                                                   |         | 802           |
| Ifjabb Paul és Mikey Louisianában a Red Jacket Firearms tulajdonosával, Willel tárgyal. Idősebb Paul megpróbál kibékülni a fiaival. |     |                                                                        |         |               |
| 21. | 3.  | Az ítélet napja (Judgement Day)                                        |         | 803           |
| Idősebb Paul ellátogat Mikey galériájába, és megrendül a feszült viszonyukat ábrázoló festmények láttán. A perben végre döntés születik. |     |                                                                        |         |               |
| 22. | 4.  | Ajánlat elutasítva (Offer Denied)                                      |         | 804           |
| A per miatt egyre nagyobb a feszültség. A PJD két motort szeretne gyorsan befejezni a CrankyApe számára, az OCC pedig hármat készít a Trans Am Depot cégnek. |     |                                                                        |         |               |
| 23. | 5.  | Deadliest Catch motor A "Halálos fogás" motor (Deadliest Catch Bike)   |         | 805           |
| Deadliest Catch motor: Az OCC csapata Alaszkában találkozik a "Halálos fogás" sorozatból ismert Hillstrand testvérekkel. A sorozat rajongóinak összejövetelén mutatja be az OCC a nekik készült motort. A "Halálos fogás" motor: Az OCC csapata Alaszkában találkozik a "Halálos fogás" sorozatból ismert Hillstrand testvérekkel. A sorozat rajongóinak összejövetelén mutatja be az OCC a nekik készült motort. |     |                                                                        |         |               |
| 24. | 6.  | A nagy Cadillac-építő verseny 1. rész (Cadillac Bike Build-Off Part 1) |         | 806           |
| A Cadillac megrendel egy-egy motort az OCC-től és a PJD-től is - versenyeztetve apát és fiát. Idősebb Paul új, békésebb megegyezést ajánl. |     |                                                                        |         |               |
| 25. | 7.  | A nagy Cadillac-építő verseny 2. rész (Cadillac Bike Build-Off Part 1) |         | 807           |
| Az OCC és a PJD is minél előbb be szeretné fejezni a Cadillacnek szánt motort. Idősebb és ifjabb Paul találkozik, amikor bemutatják a motorokat a GM-nél. |     |                                                                        |         |               |
| 26. | 8.  | A megegyezés (The Settlement)                                          |         | 808           |
| Apa és fia egymással versengve épít motorokat. Idősebb Paul továbbra is az OCC-nél készíti világhírű motorkerékpárjait, ifjabb Paul pedig megalapította saját műhelyét. |     |                                                                        |         |               |
| 27. | 9.  | A Fekete Özvegy visszatér (The Return of the Black Widow)              |         | 809           |
| 28. | 10. | Leépítés (Downsized)                                                   |         | 810           |
| 29. | 11. | A háború kerekei (Gears of War 3 motor) (Gears of War)                 |         | 811           |
| 30. | 12. | Apa baráti jobbja (Senior Reaches Out)                                 |         | 812           |
| A per lezárása után Senior megpróbál megrendelni egy festést Mikey-tól, ám fia nem reagál egyértelműen a baráti jobbra. Az OCC közben új munkába kezd. |     |                                                                        |         |               |
| 31. | 13. | Mikey döntése (Mikey's Decision)                                       |         | 813           |
| A PJD befejezi legújabb motorját, az OCC pedig bemutat egy motort és egy fordított háromkerekűt. Mikey közben Vinnie-hez fordul segítségért. |     |                                                                        |         |               |
| 32. | 14. | Kínos csend (Silent Treatment)                                         |         | 814           |
| Dúlnak az indulatok az OCC-ben. Jason rossz néven veszi idősebb Paul kritikáját. A PJD-ben eközben új motor építésébe fognak - egy vállalat centenáriumára. |     |                                                                        |         |               |
| 33. | 15. | Összezördülés (Communication Breakdown)                                |         | 815           |
| Az idősebb Paul tovább építi világhírű verdáit az OCC-ben, míg fia alig pár házzal arrébb nyit konkurens műhelyt Paul Junior Designs néven. |     |                                                                        |         |               |
| 34. | 16. | Szabadítsátok ki Ricket! (Free Rick)                                   |         | 816           |
| Az idősebb Paul tovább építi világhírű verdáit az OCC-ben, míg fia alig pár házzal arrébb nyit konkurens műhelyt Paul Junior Designs néven. |     |                                                                        |         |               |
| 35. | 17. | Régi vetélytársak (Old Rivals)                                         |         | 817           |
| Ifjabb Paul a Ground Zero területén bejelenti élete eddigi legnagyobb vállalkozását. Az OCC két motoron dolgozik, és egy vetélytársuk hármas versenyre hívja az OCC-t és a PJD-t. |     |                                                                        |         |               |
| 36. | 18. | 2 Hour Build-Off Special                                               |         | 818           |

### Kilencedik évad – Amcsi motorok – Családban marad (Harmadik évad) (2012)
| Sor. | Év. | Cím                                              | Premier | Gyártási szám |
| --- | --- | ------------------------------------------------ | ------- | ------------- |
| 42. | 1.  | Győztesek és vesztesek (Winners and Losers)      |         | 901           |
| Az élő show után ifjabb Paul a győzelmét ünnepli, idősebb Paul viszont a jövőre összpontosít egy új jármű elkészítésével és egy új szereplési lehetőséggel.                        |     |                                                  |         |               |
| 43. | 2.  | A tanonc motorja (The Apprentice Bike)           |         | 902           |
| Idősebb Paulnak meghal az édesanyja, és felháborítja, hogy sem ifjabb Paul, sem Mikey nem jelentkezik. A PJD a One Call Concepts cégnek, az OCC pedig Donald Trumpnak dolgozik.    |     |                                                  |         |               |
| 44. | 3.  | Békülés (Operation Reconciliation)               |         | 903           |
| Az OCC a Veterans Airlift Command részére készít motort, PJD befejez egy korábbi megrendelést. Édesanyja halála után idősebb Paul mindenképpen szeretne kibékülni a fiaival.       |     |                                                  |         |               |
| 45. | 4.  | Rick hírei (Rick's News)                         |         | 904           |
| Ifjabb Paul kipofozza az idősebb Paultól visszaszerzett Black Widow motort, az OCC a John Christner Truckingnak dolgozik. Mikey személyi edzőt kap. Rick bejelenti az eljegyzését. |     |                                                  |         |               |
| 46. | 5.  | Részvét (The Call)                               |         | 905           |
| Ifjabb Paul végre felhívja az apját, hogy részvétét nyilvánítsa Helen halála miatt. A PJD jótékonykodik, az OCC pedig befejezi a John Christner Trucking motorját.                 |     |                                                  |         |               |
| 47. | 6.  | Vakmerő lépés (Drastic Step)                     |         | 906           |
| Mikey pénzt gyűjt a March of Dimes támogatásához, az OCC környezetbarát motort épít, majd a PJD bemutatja a "March of Dimes" motort. Idősebb Paul szeretne kibékülni a fiaival.    |     |                                                  |         |               |
| 48. | 7.  | Az áttörés (Breakthrough)                        |         | 907           |
| Az idősebb Paul felhívja fiát. A PJD közben motort épít a Newmont Mining vállaltnak, az OCC pedig bemutatja a CIMA Greennek készített járgányt. Aztán apa és fia találkoznak.      |     |                                                  |         |               |
| 49. | 8.  | Béketárgyalások (A Meeting Is Set)               |         | 908           |
| Az OCC 1970-es témájú motort épít, a PJD-ben pedig befejezik a Newmont Mining verdáját. Lehet, hogy véget ér a családi háború - apa és fiú megegyezik, hogy találkoznak.           |     |                                                  |         |               |
| 50. | 9.  | Kamerák nélkül (No Cameras)                      |         | 909           |
| Ifjabb és idősebb kamerák nélkül találkozik, hogy lezárja az ellenségeskedést. Közben az OCC befejezi a MyPillow-nak készülő motort, a PJD pedig egy baseballsztárnak épít verdát. |     |                                                  |         |               |
| 51. | 10. | Mikey távozik? (Mikey Out?)                      |         | 910           |
| Az OCC most készülő motorját bemutatják majd Malajzia miniszterelnökének is. A PJD egy baseballjátékosnak épít motort. Mikey közben bejelenti, hogy talán kilép a műsorból.        |     |                                                  |         |               |
| 52. | 11. | A nagy döntés, 1. rész (Change of Heart? Part 1) |         | 911           |
| A PJD a Skil Toolsnak épít motort, közben az OCC olyan motoron dolgozik, amelyet egy olasz versenyautó ihletett. Junior döntése talán lehetővé teszi a családi viszály lezárását.  |     |                                                  |         |               |
| 53. | 12. | A döntés, 2. rész (Change of Heart? Part 2)      |         | 912           |
| Az OCC befejezi az olasz versenyautókat idéző motort, a PJD pedig bemutatja a Skil-verdát. Miután Mikey végleg távozik, Junior átmegy apjához, hogy szembeszálljon vele.           |     |                                                  |         |               |

### Tizedik évad – Amcsi motorok – Családban marad (Negyedik évad) (2012)
| Sor. | Év. | Cím                                   | Premier | Gyártási szám |
| --- | --- | ------------------------------------- | ------- | ------------- |
| 56. | 1.  | The Build is On                       |         | 1001          |
| 57. | 2.  | Back in Time                          |         | 1002          |
| 58. | 3.  | Common Ground                         |         | 1003          |
| 59. | 4.  | Now or Never                          |         | 1004          |
| 60. | 5.  | Uncharted Territory                   |         | 1005          |
| 61. | 6.  | Ifjú keserűség (Junior's Surprise)    |         | 1006          |
| Paul azt állítja, az ő műhelyében szorgos munka folyik, míg fia nem igyekszik eléggé. Vinnie nem akar csatlakozni az OCC-hez. Vajon besegít Mikey a Cre8Play építésébe?            |     |                                       |         |               |
| 62. | 7.  | New Venture                           |         | 1007          |
| 63. | 8.  | Full Circle                           |         | 1008          |
| 64. | 9.  | Új cég (A New Company)                |         | 1009          |
| Apa és fia a terhes múlt ellenére úgy dönt, hogy újra közös műhelyt indít. De már az elején, a szerepek elosztásánál sem tudnak egyezségre jutni. Az ötlet vajon halva született?  |     |                                       |         |               |
| 65. | 10. | Junior Frustration                    |         | 1010          |
| 66. | 11. | Régi sebek (Old Wounds)               |         | 1011          |
| Az idősebb Paul az előző évad végén vereséget szenvedett az építőpárbajban, de most visszavágót akar. Képes lesz együttműködni fiával, aki mellesleg kerékpárokkal is próbálkozik? |     |                                       |         |               |
| 67. | 12. | Veszedelmes vizeken (Troubled Waters) |         | 1012          |
| Egyre nő az ellentét apa és fia között. Fennáll a veszély, hogy a közös vállalkozás álma ismét romba dől.                                                                          |     |                                       |         |               |
| 68. | 13. | Zsákutca (Impasse)                    |         | 1013          |
| Ifjabb Paul rádöbben, hogy a 911-es helyreállítása soká fog tartani; egy szakmai megbeszélés régi sebeket tép fel; egy megrendelő szokatlan kéréssel áll elő.                      |     |                                       |         |               |
| 69. | 14. | Az utolsó nekifutás (The Last Build)  |         | 1014          |
| Chopper Live közeledtével a csapatok egyre többet ugratják egymást. Idősebb Paul igyekszik, hogy a GAF-motor elkészüljön határidőre, az ifjabb pedig rákapcsol a 911 felújítására. |     |                                       |         |               |
| 70. | 15. | Vége (The End)                        |         | 1015          |
| Az utolsó epizódban Mikey, idősebb Paul és ifjabb Paul eladományozza utolsó közös motorkerékpárjukat, és visszatekint a műsor a legdrámaibb és legmeghatározóbb pillanataira.      |     |                                       |         |               |

### Tizenegyedik évad – Amcsi motorok – (Visszatérés) (2018)
| Sor. | Év. | Cím                            | Premier           | Gyártási szám |
| --- | --- | ------------------------------ | ----------------- | ------------- |
| 0. | 1.  | Isten hozott (Welcome Back)    | 2018. március 1.  | 1100          |
| Idősebb és ifjabb Paul Teutul ismét világszínvonalú egyedi motorokat készítenek, újra megjelennek kiemelkedő márkáikkal, és tartós, jól működő apa-fiú kapcsolatra törekszenek. |     |                                |                   |               |
| 1. | 2.  | Getting the Bike Back Together | 2018. március 28. | 1101          |
| 2. | 3.  | A New Chapter                  | 2018. június 4.   | 1102          |
| 3. | 4.  | Metal Health                   | 2018. június 11.  | 1103          |
| 4. | 5.  | GTO, Bro!                      | 2018. június 18.  | 1104          |
| 5. | 6.  | Drop the Mikey                 | 2018. június 25.  | 1105          |
| 6. | 7.  | Road Warrior                   | 2018. július 9.   | 1106          |
| 7. | 8.  | Yanks for the Memories         | 2018. június 16.  | 1107          |

### Tizenkettedik évad – Amcsi motorok – (Visszatérés) (2019)
| Sor. | Év. | Cím                        | Premier           | Gyártási szám |
| ---- | --- | -------------------------- | ----------------- | ------------- |
| 8.   | 1.  | Chopper Up The Middle      | 2019. február 12. | 1201          |
| 9.   | 2.  | Teutel Recall              | 2019. február 19. | 1202          |
| 10.  | 3.  | Senior's Moment            | 2019. február 29. | 1203          |
| 11.  | 4.  | SPLAT!                     | 2019. március 5.  | 1204          |
| 12.  | 5.  | Guitar Hero                | 2019. március 15. | 1205          |
| 13.  | 6.  | Strikes And Reverse Trikes | 2019. március 19. | 1206          |
| 15.  | 8.  | Your My Dog...             | 2019. március 26. | 1208          |
| 16.  | 9.  | Bonkers in Yonkers         | 2019. március 26. | 1209          |